# Юрчакова Ганна Степанівна

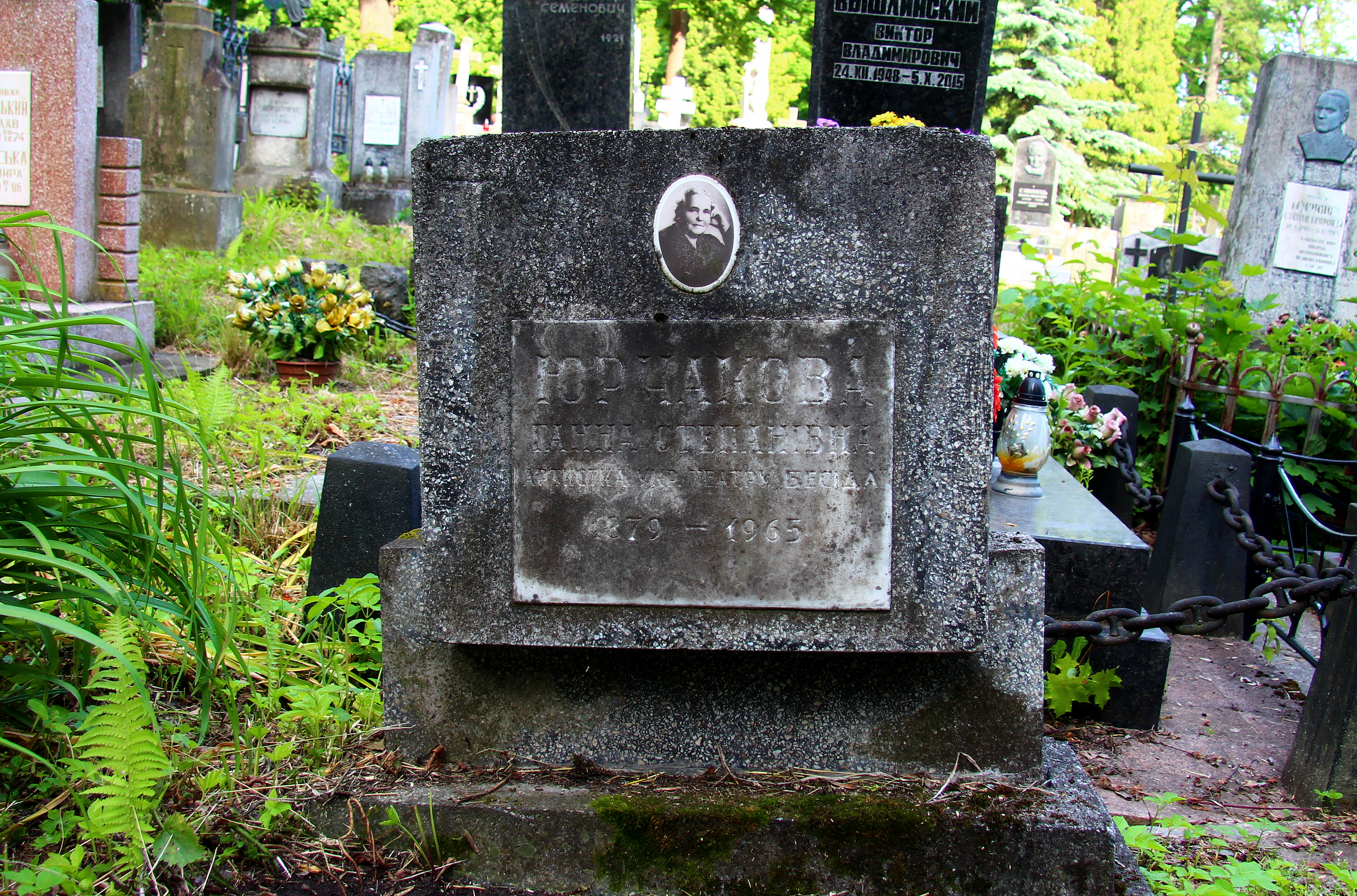

Га́нна Степа́нівна Юрчако́ва (нар. 22 грудня 1879, м. Теребовля, Тернопільська область — пом. 6 липня 1965, м. Львів) — українська драматична акторка на героїчних ролях.
Дружина Василя Юрчака. Сестра оперної співачки і декламаторки, актриси «Руської бесіди» Юлії Малієвич-Шустакевич (1892—1952).

## Життєпис
З 1899 р. — на сцені театру Товариства «Руська Бесіда» у Львові, згодом у Тернопільських театральних вечорах під орудою Леся Курбаса і Миколи Бенцаля (1915—1917), далі в Українському Театрі (1918—1919), з березня 1919 р. перетвореному на Новий Львівський Театр під проводом Амворсія Бучми.
У травні 1920 р. повернулася до Тернополя й покинула сцену.
Померла у Львові, похована на 51 полі Личаківського цвинтаря.

## Ролі
Найбільший успіх мала в ролі Ріти у п'єсі В. Винниченка «Чорна пантера й білий ведмідь».
Інші ролі:
- Наталка («Наталка Полтавка» І. Котляревського),
- Галя («Назар Стодоля» Т. Шевченка),
- Софія і Варка та Харитина («Безталанна», «Наймичка» І. Карпенка-Карого),
- Аза («Хата за селом» за Ю. Крашевським),
- Анна («Украдене щастя» І. Франка),
- Сара («Жидівка вихрестка» І. Тогобочного),
- Панна («Панна-Штукарка» О. Володського) та інші.

Останні роки прожила у Львові.
Залишила спомини про Василя Юрчака, Леся Курбаса, Катерину Рубчакову і Марію Заньковецьку.